# Playa de El Destillo
La playa de El Destillo se encuentra en el concejo asturiano de Cudillero y pertenece a la localidad española de Ballota. Está enmarcada dentro del Paisaje Protegido de la Costa Occidental Asturiana de la cual forma parte.

## Descripción
La playa, con forma de concha, tiene una longitud de unos 250-275 m y una anchura media de unos 18-20 m. Su entorno es rural y con un bajo grado de urbanización. Las arenas tienen un tono claro de grano medio y tiene muy poca asistencia. Los accesos son peatonales e inferiores a 0,5 km son muy difíciles, sobre todo la última parte, la de bajar el acantilado, que es prácticamente imposible por lo que su acceso ha de hacerse por mar. También puede aprovecharse la bajamar y entrar por la Playa de Las Cabrilleras pero siempre atentos a la hora de la pleamar para no quedar encerrados. Su entorno es rural y con un grado bajo de urbanización.
Para acceder a la playa hay que llegar al centro del pueblo de Ballota desde donde parten los accesos, junto a una fuente de colores. Desde ahí hasta los peligrosos acantilados no hay más de unos cien m. Si se llega a acceder a la playa se comprobará que tiene una gran riqueza pesquera en el pedrero por lo que se recomienda como única actividad la «pesca deportiva a caña»; también hay una desembocadura fluvial. La playa no dispone de ningún servicio ya que estos son escasos o nulos. Puede llevarse mascota. Se insiste en la peligrosidad de los acantilados que son casi verticales y con más de cien m en algunos puntos.
Para hacer más atractivo el día de campo y playa se puede visitar la Iglesia de Santa María, del siglo XVIII y que tiene varias obras de Dionisio Fierro y la ermita de San Roque, ambas en el propio pueblo de Ballota